# 宮城県石巻工業高等学校
宮城県石巻工業高等学校（みやぎけん いしのまきこうぎょうこうとうがっこう）は、宮城県石巻市貞山五丁目にある県立高等学校。通称は「石工」（いしこう）。

## 概要
北上運河（貞山運河）とJR仙石線とに挟まれた地区に、石巻市立貞山小学校および石巻市立山下中学校と隣接して校地がある。
- 設置学科　全日制課程　
  - 機械科
  - 電気情報科
  - 土木システム科
  - 化学技術科
  - 建築科

## 沿革
- 1963年（昭和38年）4月1日 - 宮城県石巻工業高等学校開校。開校時の学科は機械科、電気科、土木科、工業化学科
- 1975年（昭和50年） - 電気科・工業化学科で女子生徒募集開始
- 1999年（平成11年） - 全学科男女募集となる
- 2003年（平成15年） - 機械制御科、電気情報科、土木システム科、化学技術科へ学科改編、建築科を新設
- 2005年（平成17年）1月 - 新校舎完成
- 2011年（平成23年）
  - 3月11日 - 東北地方太平洋沖地震（東日本大震災）に伴う津波が押し寄せ、校舎1階部分まで水没（最深部で約1.7m）[1]。津波のため、避難者約800人が孤立し、2日後に机を桟橋にして学校から脱出した[1]。
  - 9月21日 - 台風15号による豪雨により、地震で地盤沈下していた校地が再び水没[2]。
- 2012年（平成24年） - 野球部が第84回選抜高等学校野球大会の21世紀枠に選出され、春夏通じて甲子園初出場。
- 2019年 (平成31年)  -機械科が１学級減、定員が１学年240名から200名へ減少。

## 部活動
部活動は大きく分けて運動部と文化部の二種類に分けられる。
- 運動部 
  - 野球部
  - サッカー部
  - ソフトテニス部
  - バレーボール部
  - ボート部
  - バドミントン部
  - 卓球部
  - 剣道部
  - 陸上競技部
  - 柔道部
  - ラグビー部
  - バスケットボール部
- 文化部
  - 新聞部
  - 自動車部
  - 機械部
  - 電気部
  - 土木部
  - 建築部
  - 吹奏楽部
  - 写真部
  - 美術部
  - フォークソング部
  - 天文物理学部
  - 応援団

## 定期戦
- かつては、宮城県古川工業高等学校と運動部が定期戦をしていた。

## 交通
- JR東日本
  - 陸前山下駅(■JR仙石線・■■仙石東北ライン)より徒歩4分。
- E45三陸沿岸道路
  - 石巻河南ICより車で5分。

## 著名な卒業生
- 今野弘 - 東北工業大学教授、学長
- 阿部智則 - お笑い芸人（POISON GIRL BAND）
- 千葉泰伸 - 元プロサッカー選手、現ベガルタ仙台レディース監督
- 斎藤正美 - 政治家